# BMW Sauber F1.08
BMW Sauber F1.08 je vůz formule 1 týmu BMW Sauber, který se účastnil mistrovství světa v roce 2008.

## Technická data
- Délka: 4600 mm
- Šířka: 1800 mm
- Výška: 1000 mm
- Váha: 605 kg (včetně pilota, vody a oleje)
- Rozchod kol vpředu: 1470 mm
- Rozchod kol vzadu: 1410 mm
- Rozvor: 3130 mm
- Převodovka: BMW Sauber L 7stupňová "Quick Shift Gearbox (QSG)"
- Brzdy: Brembo
- Motor: P86/8
  - V8 90°
  - Objem: 2.400 cm³
  - Výkon: ?/19000 otáček
  - Zdvih:
  - Ventily: 32
  - Mazivo: Petronas
  - Palivo: Petronas
  - Váha: 95 kg
  - Vstřikování Magneti Marelli
  - Palivový systém Magneti Marelli
- Pneumatiky: Bridgestone

## Změny na voze

### Austrálie

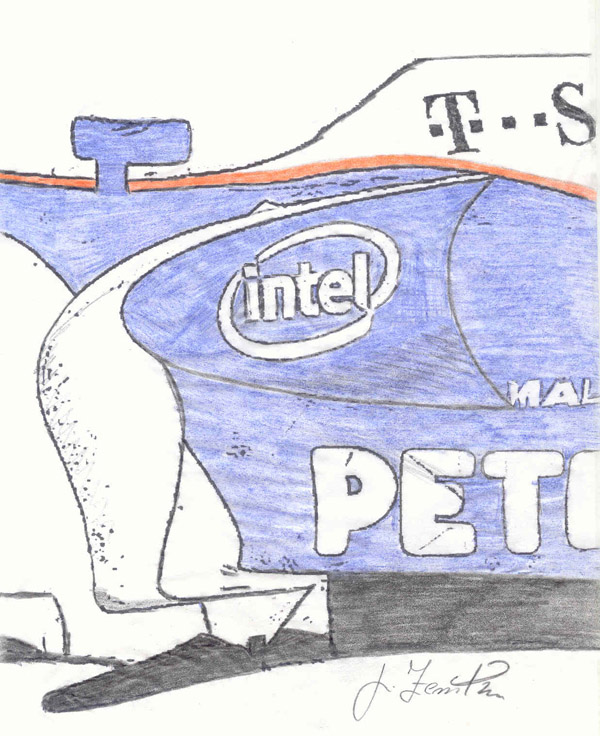
Detail bočnice, změna před GP Austrálie

Toto řešení bočních křidélek, bylo prvním krokem ve vývoji aerodynamického baličku vozu od jeho prezentace, byla instalována dříve než delta kžidélka na nose vozu. Podle výsledků z aerodynamického tunelu a následných propočtů v CFD, byl potvrzen pozitivní vliv na stabilitu a zvětšila se i efektivita vozu. Toto boční křidélko pomáhá zlepšovat prouděni vzduchu okolo bočnic a následně zlepšuje chlazení a lepší průtok vzduchu v zadní části vozu.

## Výsledky v sezoně 2008
| Legenda k tabulce | Legenda k tabulce                                                                       |
| Barva             | Výsledek                                                                                |
| ----------------- | --------------------------------------------------------------------------------------- |
| Zlatá             | Vítěz                                                                                   |
| Stříbrná          | 2. místo                                                                                |
| Bronzová          | 3. místo                                                                                |
| Zelená            | Bodované umístění                                                                       |
| Modrá             | Nebodované umístění                                                                     |
| Modrá             | Dokončil neklasifikován (NC)                                                            |
| Fialová           | Odstoupil (Ret)                                                                         |
| Červená           | Nekvalifikoval se (DNQ)                                                                 |
| Červená           | Nepředkvalifikoval se (DNPQ)                                                            |
| Černá             | Diskvalifikován (DSQ)                                                                   |
| Bílá              | Nestartoval (DNS)                                                                       |
| Bílá              | Závod zrušen (C)                                                                        |
| Světle modrá      | Pouze trénoval (PO)                                                                     |
| Světle modrá      | Páteční testovací jezdec (TD)                                                           |
| Bez barvy         | Netrénoval (DNP)                                                                        |
| Bez barvy         | Vyřazen (EX)                                                                            |
| Bez barvy         | Nepřijel (DNA)                                                                          |
| Bez barvy         | Odvolal účast (WD)                                                                      |
| Bez barvy         | Nezúčastnil se (prázdné)                                                                |
| Označení          | Význam                                                                                  |
| Tučnost           | Pole position                                                                           |
| Kurzíva           | Nejrychlejší kolo                                                                       |
| †                 | Jezdec nedojel do cíle, ale byl klasifikován, protože odjel více než 90 % délky závodu. |
| ‡                 | Byl udělován poloviční počet bodů, protože bylo odjeto méně než 75 % délky závodu.      |
| Horní index       | Umístění bodujících jezdců ve sprintu                                                   |

| Rok  | Šasi             | Motor     | Pneu | Jezdci        | 1   | 2   | 3   | 4   | 5   | 6   | 7   | 8   | 9   | 10  | 11  | 12  | 13  | 14  | 15  | 16  | 17  | 18  | Body | Umístění |
| ---- | ---------------- | --------- | ---- | ------------- | --- | --- | --- | --- | --- | --- | --- | --- | --- | --- | --- | --- | --- | --- | --- | --- | --- | --- | ---- | -------- |
| 2008 | BMW Sauber F1.08 | BMW P86/8 | B    |               | AUS | MAL | BHR | ESP | TUR | MON | CAN | FRA | GBR | GER | HUN | EUR | BEL | ITA | SIN | JPN | CHN | BRA | 90   | 3        |
| 2008 | BMW Sauber F1.08 | BMW P86/8 | B    | Nick Heidfeld | 2   | 6   | 4   | 9   | 5   | 14  | 2   | 13  | 2   | 4   | 10  | 9   | 2   | 5   | 6   | 9   | 5   | 10  | 90   | 3        |
| 2008 | BMW Sauber F1.08 | BMW P86/8 | B    | Robert Kubica | Ret | 2   | 3   | 4   | 4   | 2   | 1   | 5   | Ret | 7   | 8   | 3   | 6   | 3   | 11  | 2   | 6   | 11  | 90   | 3        |